# Laura Paris
Laura Paris, född 7 september 2002, är en italiensk gymnast, som tävlar i rytmisk gymnastik.

## Karriär
Laura Paris har medverkat på två VM-turneringar där hon bland annat tagit två guld. Vid OS 2024 ingick hon i det italienska laget som tog brons i truppmångkampen.